# Pastorale en ut de Tailleferre
Pour les articles homonymes, voir Pastorale (Tailleferre).
Pastorale en ut est une œuvre pour piano de Germaine Tailleferre composée en 1929.

## Présentation
La Pastorale en ut pour piano de Tailleferre est composée en septembre 1929 et publiée par Heugel en 1930.
La partition est dédiée à Alfred Cortot.
Pour Guy Sacre, par rapport à la Pastorale de l'Album des Six et à la Pastorale en la bémol de la compositrice, la pièce est « peut-être la meilleure des trois Pastorales, ou du moins la plus équilibrée ».
Pour la musicologue Caroline Potter, l'œuvre est un « bouillant mouvement perpétuel à 
 [qui] se déploie sur des notes pédales ».
Sacre relève que la partition est une « musique enjouée, souriante, pleine de séduction. On n'y parle plus de bitonie ; et le diatonisme l'emporte sans coup férir ».
La Pastorale est d'une durée moyenne d'exécution d'un peu moins de quatre minutes environ.

## Discographie sélective
- Germaine Tailleferre : Œuvres pour piano, Cristina Ariagno (piano), Timpani 1C1074, 2003.
- Germaine Tailleferre: Her Piano Works, Revived. 1, Nicolas Horvath (piano), Grand Piano GP891, 2022[4].